# 黄田站
黄田站位于广东省河源市东源县黄田镇，是京九铁路的一座火车站，等级为四等站，距北京西站2140公里，距常平站175公里，本站及相邻上下行区间均為电气化區段。车站建于1996年，现不办理客、货运营业。